# Марк Мак-Морріс
Марк Лі Макморріс (англ. Mark Lee McMorris; 9 грудня 1993, Реджайна, Саскачеван, Канада) — канадський сноубордист, який виступає в слоупстайлі та біг-ейрі, олімпійський медаліст.
Дві бронзові олімпійські медалі Макморріс здобув у слоупстайлі на Олімпіаді 2014 року в Сочі та на Олімпіаді 2018 року в Пхьончхані. 
- Триразовий чемпіон X-Games (біг-ейр (2012); слоупстайл (2012,2013));
- Срібний призер Чемпіонату світу зі сноубордингу 2013 в слоупстайлі;
- Дворазовий срібний призер X-Games (слоупстайл (2011); біг-ейр (2013));
- Переможець етапу Кубка світу зі сноубордингу в слоупстайлі (2010);

## Біографія
Марк народився 9 грудня 1993 у Реджайні, провінція Саскачеван, Канада. Його батько — провінційний політик Дон Макморріс, мати — Сінді Макморріс. Його старший брат, Грейг Макморріс, також професійний сноубордист.

## Виступи на Олімпійських іграх
| Рік  | Місто                     | Слоупстайл | Біг-ейр |
| ---- | ------------------------- | ---------- | ------- |
| 2014 | Сочі, Росія               | 3          | Н/Д     |
| 2018 | Пхьончхан, Південна Корея | 3          | 10      |
| 2022 | Пекін, Китай              | 3          |         |

## Виступи на Чемпіонатах світу
| Рік  | Місто            | Слоупстайл | Біг-ейр |
| ---- | ---------------- | ---------- | ------- |
| 2013 | Стоунхем, Канада | 2          | 6       |
| 2019 | Юта, США         | 2          | —       |
| 2021 | Аспен, США       | 42         | 1       |

## Призові місця на етапах Кубка світу
| # | Дата          | Місце   | Вид         |
| - | ------------- | ------- | ----------- |
| 1 | 30 січня 2010 | Калгарі | Слоуп-стайл |